# Impero Chalukya occidentale
L'Impero Chalukya occidentale (Kannada:ಪಶ್ಚಿಮ ಚಾಲುಕ್ಯ ಸಾಮ್ರಾಜ್ಯ) governò gran parte del Deccan occidentale, nel Sud dell'India tra il X e il XII secolo.
La dinastia è talvolta chiamata Kalyani Chalukya per via della capitale reale di Kalyani, l'attuale Basavakalyan in Karnataka, ovvero Tarda Chalukya a causa della sua teorica relazione con la dinastia Chalukya di Badami del sesto secolo.
È chiamata occidentale la dinastia per differenziarla dalla contemporanea Chalukya orientale di Vengi, che è una diversa dinastia.
Prima del sorgere della dinastia, l'impero Rashtrakuta di Manyakheta controllava gran parte del Deccan e dell'India centrale dominando per circa due secoli. Nel 973, approfittando della confusione a seguito di un'invasione dell'impero da parte dei Paramara di Malwa, Tailapa II, un feudatario del sovrano Rashtrakuta che governava sul distretto di Bijapur sconfisse il suo signore e fece di Manyakheta la capitale del suo nuovo regno. La dinastia da lui sorta crebbe velocemente in potere e forza militare e il suo regno divenne un impero sotto il sovrano Somesvara I che spostò la capitale a Kalyani.
Per oltre un secolo i due imperi dell'India settentrionale, i Chalukya occidentali e i Chola di Tanjore combatterono aspramente per il controllo della fertile regione di Vengi. Durante questi conflitti, i Chalukya orientali di Vengi, imparentati alla lontana con quelli occidentali, e più vicini per legame di sangue ai Chola tramite un'attenta politica matrimoniale presero parte al conflitto al fianco dei Chola complicando ulteriormente la situazione. Fu solo sotto il regno di Vikramaditya VI nel tardo XI secolo che i Chalukya occidentali riuscirono a far eclissare i rivali Chola raggiungendo l'apice della loro espansione territoriale. Vaste aree tra il fiume Narmada a nord e il fiume Kaveri a sud finirono sotto il controllo dell'impero Chalukya. Durante questo periodo le altre grandi casate del Deccan, gli Hoysala, i Seuna Yadava di Devagiri, la dinastia Kakatiya e i Kalachuri meridionali, erano tutti sudditi dei Chalukya occidentali e riuscirono ad ottenere la loro indipendenza solo quando il potere dei Chalukya si dissolse nel tardo XII secolo.
I Chalukya occidentali svilupparono un loro stile architettonico noto oggi come stile transizionale, un'architettura a metà strada tra lo stile della prima dinastia Chalukya e quello del tardo impero Hoysala. Gran parte dei suoi monumenti si trovano situati nei distretti confinanti con il fiume Tungabhadra nel Karnataka centrale. Esempi noti di questo stile sono il Tempio Kasi Vishveshvara di Lakkundi, il Tempio Mallikarjuna a Kuruvatii, il Tempio Kalleshwara a Bagali ed il Tempio Mahadeva ad Itagi. Il loro impero segnò un periodo molto importante nello sviluppo delle belle arti nell'India meridionale, nelle pitture parietali ma soprattutto in campo letterario poiché i sovrani di questa dinastia incoraggiarono gli scrittori a creare e scrivere nel linguaggio nativo Kannada e Sanscrito.

## Storia

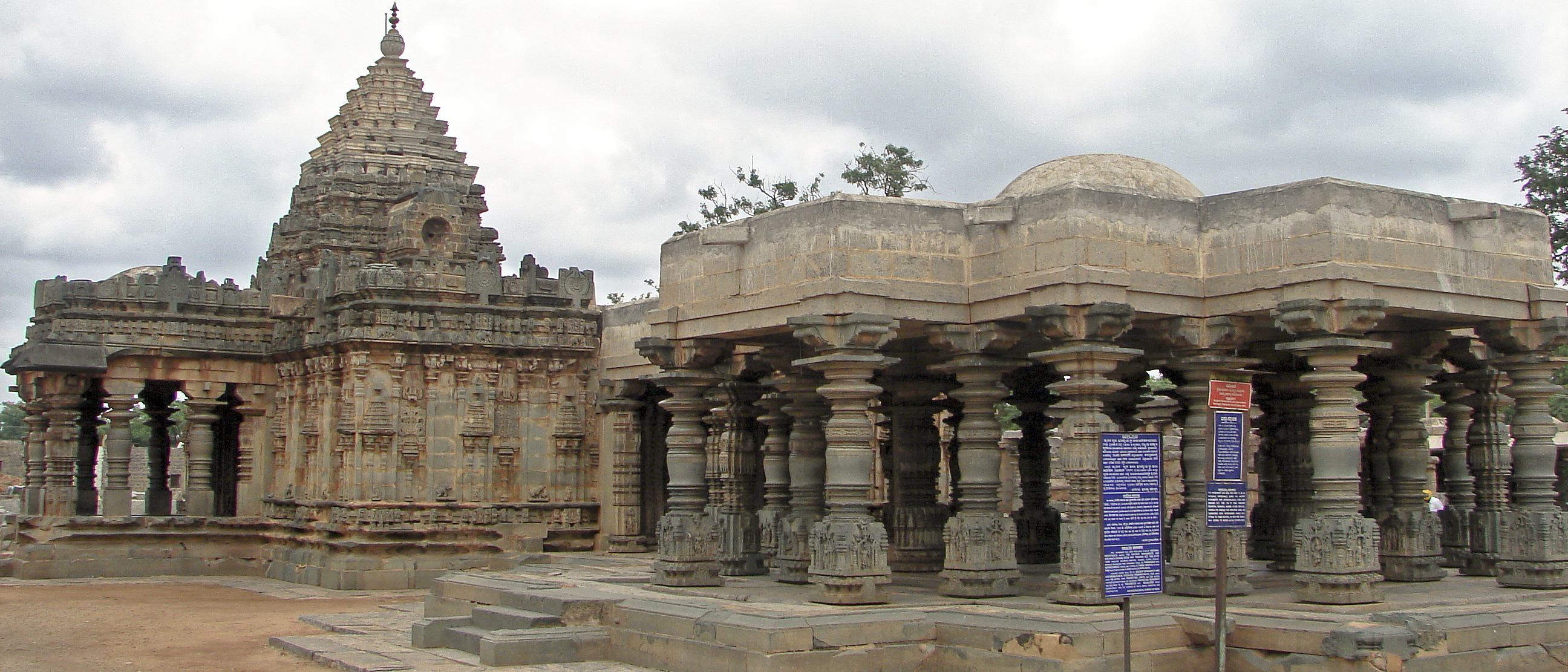
Il Tempio Mahadeva ad Itagi, Karnataka.

Gran parte delle nozioni in nostro possesso sulla storia dell'impero dei Chalukyas occidentali proviene dall'esame delle epigrafi in lingua Kannada lasciate dai suoi sovrani e dallo studio della letteratura di quel tempo e dei suoi capolavori come il Gada Yuddha (982) scritto in lingua Kannada da Ranna e il Vikramankadeva Charitam (1120) scritto in Sanscrito da Bilhana.
Le iscrizioni più antiche risalgono al 957, scritte durante il regno di Tailapa II quando l'impero Chalukya era ancora un feudo dei Rashtrakuta e Tailapa II governava da Tardavadi nell'odierno distretto di Bijapur, Karnataka. La genealogia dei sovrani di questo impero è ancora oggetto di dibattito. Una teoria, basata sull'analisi della letteratura del tempo, suggerisce che i re dell'impero Chalukya occidentale appartenevano alla stessa casata dell'illustre dinastia Badami Chalukya risalente al VI secolo mentre altre iscrizioni indicano che essi erano una linea distinta che non aveva alcun legame di sangue con i precedenti Chalukya.
Testimonianze epigrafiche narrano l'ascesa del sovrano locale Chalukya Chattigadeva di Banavasi intorno al 967, il quale si autoproclamava indipendente, ed indicano l'esistenza di un'alleanza tra costui e i locali capi Kadamba. Questa ribellione tuttavia non ebbe i frutti sperati ma fu comunque utile per spianare la strada al successivo sovrano Tailapa II. Pochi anni dopo, Tailapa II ripristinò il dominio Chalukya e sconfisse i Rashtrakuta governati da Karka II facendo scoppiare la sua rivolta in concomitanza con i problemi sorti nella capitale del regno Rashtrakuta, Manyakheta, causata dall'invasione dei Paramara dell'India centrale nel 973. Dopo aver sconfitto i Rashtrakuta, Tailapa II spostò la sua capitale a Manyakheta e consolidò l'impero Chalukya nel Deccan occidentale soggiogando i Paramara e le altre popolazioni rivali, estendendo così il proprio dominio sulla fascia di territorio compreso tra il fiume Narmada e il Tungabhadra. Tuttavia, alcune iscrizioni indicano che Balagamve nel territorio di Mysore era ancora il centro di un'importante potenza ancora al tempo del sovrano Somesvara I nel 1042.
L'intensa rivalità tra i regni del deccan occidentale e quelli dei regni Tamil giunsero al loro apice durante l'XI secolo per ottenere il controllo delle fertili vallate nella regione attraversata dal fiume Krishna e dal Godavari chiamata Vengi. La dinastia dei Chalukya occidentali e quella dei Chola combatterono aspramente molte battaglie per il controllo di questa zona strategica. I Chola ottennero notevole potere al tempo del famoso re Rajaraja Chola I e sotto l'impero del principe Rajendra Chola I. I Chalukya orientali di Vengi erano cugini dei Chalukya occidentali, ma divennero gradualmente sempre più soggiogati dai Chola grazie a una politica matrimoniale con il regno Tamil. Poiché questo fatto era a scapito degli interessi dei Chalukya occidentali, essi non attesero molto a far sentire la loro influenza politica e militare nel Vengi. Quando re Satyasraya succedette a Tailapa II, egli fu capace di proteggere il proprio regno dalle aggressioni Chola contro i territori settentrionali di Konkan e Gujarat nonostante il suo controllo su Vengi fosse alquanto flebile. Il suo successore, Jayasimha II, combatté numerose battaglie contro i Chola nel meridione mentre entrambi i potenti imperi lottavano anche per l'elezione del sovrano Vengi. Contemporaneamente a questi avvenimenti, Jayasimha II sottomise i Paramara dell'India centrale.
Il figlio di Jayasimha, Somesvara I, spostò la capitale Chalukya a Kalyani nel 1042 mentre le ostilità con i Chola continuavano senza grandi risultati da entrambe le parti Nel 1068 Somesvara I, sofferente di un male incurabile, si suicidò annegandosi nel fiume Tungabhadra (Paramayoga). Nonostante le numerose difficoltà date dal conflitto con i Chola, Somesvara I riuscì a mantenere il controllo sui territori settentrionali di Konkan, Gujarat, Malwa e Kalinga durante tutto il suo regno. Il suo successore, il figlio maggiore Somesvara II, entrò in conflitto con suo fratello minore Vikramaditya VI, un valoroso ed ambizioso guerriero che era stato in precedenza governatore della regione di Gangavadi nel deccan meridionale. Sposato a una principessa Chola (figlia di Virarajendra Chola), Vikramaditya VI mantenne con la dinastia rivale un legame amichevole. Dopo la morte del sovrano Chola nel 1070, Vikramaditya VI invase il regno Tamil e vi insediò suo cognato, Adhirajendra, sul trono creando così un grave strappo con Kulothunga Chola I, il potente sovrano di Vengi che intendeva rivendicare per sé il trono Chola. Nel contempo Vikramaditya VI cercò di indebolire il potere di suo fratello, Somesvara II, guadagnandosi così la lealtà dei suoi feudatari Chalukya: gli Hoysala, i Seuna e i Kadamba di Hanagal. Prevedendo lo scoppio di una possibile guerra intestina, Somesvara II cercò aiuto tra i nemici di suo fratello Vikramaditya VI, ovvero di Kulothunga Chola I ed i Kadamba di Goa. Nel successivo conflitto tra i due nel 1076, Vikramaditya VI ne uscì vittorioso e si proclamò re dell'Impero Chalukya.